# Liard River
Den 1.115 km lange Liard River løber gennem Yukon, British Columbia og Northwest Territories i Canada. Den har sit udspring i Saint Cyr Range i Pelly Mountains i den sydøstlige del af Yukon, og løber mod sydøst gennem British Columbia, markerer nordenden af Rocky Mountains og svinger så mod nordøst tilbage til Yukon og Northwest Territories, og løber ud i Mackenzie River ved Fort Simpson, Northwest Territories. Floden afvander omkring 277.100 km² tajga og muskeg (canadisk betegnelse for arktisk højmose).

## Geografi
Området omkring floden er en undersektion af Lower Mackenzie Freshwater Ecoregion. I Yukon Territory kaldes det Liard River Valley, og Alaska Highway følger floden på en del af dens rute. De omgivende områder kaldes også Liard Plain.
Liard River krydses også af skovbisoner fra Nahanni Nationalpark på deres vandringer.

## Bifloder
Fra udspring til udmunding er bifloderne til Liard :
Yukon
- Prospect Creek
- Swede Creek
- Junkers Creek
- Ings River
- Old Gold Creek
- Rainbow Creek
- Dome Creek
- Quartz Creek
- Scurvy Creek
- Sayyea Creek
- Eckman Creek
- Black River
- Hasselberg Creek
- Sambo Creek
- Meister River
- Frances River
- Rancheria River
- Tom Creek
- Watson Creek
- Albert Creek
- Cormier Creek

Bjergene i British Columbia
- Dease River
- Kloye Creek
- Trepanier Creek
- Black Angus Creek
- Hyland River
- Malcolm Creek
- Tatisno Creek
- Nustlo Creek
- Cosh Creek
- Contact Creek
- Scoby Creek
- Sandin Brook
- Tsia Creek
- Tsinitla Creek
- Tatzille Creek
- Leguil Creek
- Kechika River
- Niloil Creek
- Coal River
- Geddes Creek
- Grant Creek
- Smith River
- Lapie Creek
- Mould Creek
- Hoole Creek
- Trout River
- Deer River
- Canyon Creek
- Moule Creek
- Sulphur Creek

Forbjerge og lavland i British Columbia
- Brimstone Creek
- Crusty Creek
- Grayling River
- Graybank Creek
- Toad River
- Garbutt Creek
- Lepine Creek
- Chimney Creek
- Ruthie Creek
- Scatter River
- Beaver River
- Catkin Creek
- Dunedin River
- Fort Nelson River
- Zus Creek
- Sandy Creek
- La Biche River

Northwest Territories
- Big Island Creek
- Kotaneelee River
- Petitot River
- Muskeg River
- Rabbit Creek
- Flett Creek
- Beaver Water Creek
- Netla River
- Bay Creek
- South Nahanni River
- Grainger River
- Blackstone River
- Dehdjida Creek
- Matou River
- Birch River
- Poplar River
- Manners Creek

## Byer langs floden
Fra udmundingen og op liger bl.a. disse byer:
- Fort Simpson
- Fort Liard
- Lower Post
- Watson Lake
- Upper Liard

## Eksterne kilder og henvisninger
1. ↑  "Liard River". Britannica Online Encyclopedia. Hentet 2008-01-24.
2. ↑  N.C. Larter, J.S. Nishi, T. Ellsworth, D. Johnson, G. More, D.G. Allaire (december 2003). "Observations of Wood Bison Swimming across the Liard River, Northwest Territories, Canada" (PDF). Arctic, VOL 56, NO. 4, P. 408-412. Arkiveret fra originalen (PDF) 3. marts 2016. Hentet 2008-01-24.{{cite web}}:  CS1-vedligeholdelse: Flere navne: authors list (link)

- Wikimedia Commons har flere filer relateret til Liard River

,